# Hamadi Al Ghaddioui
Hamadi Al Ghaddioui (Bonn, 22 de septiembre de 1990) es un futbolista alemán que juega de delantero en el KFC Uerdingen 05 de la Regionalliga West.

## Trayectoria
Anteriormente jugó en el SC Verl, el segundo equipo del Borussia Dortmund y el Sportfreunde Lotte antes de fichar por el Jahn Regensburg en el mercado de invierno de 2018.
En el verano de 2019 se trasladó al VfB Stuttgart, donde estuvo hasta su marcha al Pafos F. C. a mediados de enero de 2022. En Chipre permaneció un año antes de regresar a Alemania de la mano del SV Sandhausen. Allí estuvo hasta el final de la temporada antes de recalar en el S. C. Friburgo para jugar en su filial.

## Estadísticas
Actualizado al último partido disputado en la temporada 2023-24.
| Club                              | Div.          | Temporada     | Liga  | Liga  | Copas internacionales | Copas internacionales | Copas internacionales | Copas internacionales | Total | Total |
| Club                              | Div.          | Temporada     | Part. | Goles | Part.                 | Goles                 | Part.                 | Goles                 | Part. | Goles |
| --------------------------------- | ------------- | ------------- | ----- | ----- | --------------------- | --------------------- | --------------------- | --------------------- | ----- | ----- |
| Bayer 04 Leverkusen II · Alemania | 4.ª           | 2011-12       | 30    | 3     | ―                     | ―                     | ―                     | ―                     | 30    | 3     |
| Bayer 04 Leverkusen II · Alemania | 4.ª           | 2012-13       | 32    | 9     | ―                     | ―                     | ―                     | ―                     | 32    | 9     |
| Bayer 04 Leverkusen II · Alemania | 4.ª           | 2013-14       | 28    | 4     | ―                     | ―                     | ―                     | ―                     | 28    | 4     |
| Bayer 04 Leverkusen II · Alemania | Total club    | Total club    | 90    | 16    | 0                     | 0                     | 0                     | 0                     | 90    | 16    |
| S. C. Verl · Alemania             | 4.ª           | 2014-15       | 27    | 12    | ―                     | ―                     | ―                     | ―                     | 27    | 12    |
| S. C. Verl · Alemania             | 4.ª           | 2015-16       | 33    | 16    | ―                     | ―                     | ―                     | ―                     | 33    | 16    |
| S. C. Verl · Alemania             | Total club    | Total club    | 60    | 28    | 0                     | 0                     | 0                     | 0                     | 60    | 28    |
| Borussia Dortmund II · Alemania   | 4.ª           | 2016-17       | 33    | 19    | ―                     | ―                     | ―                     | ―                     | 33    | 19    |
| Borussia Dortmund II · Alemania   | Total club    | Total club    | 33    | 19    | 0                     | 0                     | 0                     | 0                     | 33    | 19    |
| Sportfreunde Lotte · Alemania     | 3.ª           | 2017-18       | 20    | 7     | ―                     | ―                     | ―                     | ―                     | 20    | 7     |
| Sportfreunde Lotte · Alemania     | Total club    | Total club    | 20    | 7     | 0                     | 0                     | 0                     | 0                     | 20    | 7     |
| SSV Jahn Ratisbona · Alemania     | 2.ª           | 2017-18       | 5     | 0     | ―                     | ―                     | ―                     | ―                     | 5     | 0     |
| SSV Jahn Ratisbona · Alemania     | 2.ª           | 2018-19       | 33    | 11    | 0                     | 0                     | ―                     | ―                     | 33    | 11    |
| SSV Jahn Ratisbona · Alemania     | Total club    | Total club    | 38    | 11    | 0                     | 0                     | 0                     | 0                     | 38    | 11    |
| VfB Stuttgart · Alemania          | 1.ª           | 2019-20       | 28    | 8     | 2                     | 2                     | ―                     | ―                     | 30    | 10    |
| VfB Stuttgart · Alemania          | 1.ª           | 2020-21       | 6     | 0     | 1                     | 0                     | ―                     | ―                     | 7     | 0     |
| VfB Stuttgart II · Alemania       | 4.ª           | 2020-21       | 2     | 1     | ―                     | ―                     | ―                     | ―                     | 2     | 1     |
| VfB Stuttgart II · Alemania       | Total club    | Total club    | 2     | 1     | 0                     | 0                     | 0                     | 0                     | 2     | 1     |
| VfB Stuttgart · Alemania          | 1.ª           | 2021-22       | 10    | 2     | 2                     | 1                     | ―                     | ―                     | 12    | 3     |
| VfB Stuttgart · Alemania          | Total club    | Total club    | 44    | 10    | 5                     | 3                     | 0                     | 0                     | 49    | 13    |
| Pafos F. C. Chipre                | 1.ª           | 2021-22       | 13    | 3     | 0                     | 0                     | ―                     | ―                     | 13    | 3     |
| Pafos F. C. Chipre                | 1.ª           | 2022-23       | 8     | 1     | 1                     | 1                     | ―                     | ―                     | 9     | 2     |
| Pafos F. C. Chipre                | Total club    | Total club    | 21    | 4     | 1                     | 1                     | 0                     | 0                     | 22    | 5     |
| SV Sandhausen · Alemania          | 2.ª           | 2022-23       | 10    | 0     | 1                     | 0                     | ―                     | ―                     | 11    | 0     |
| SV Sandhausen · Alemania          | Total club    | Total club    | 10    | 0     | 1                     | 0                     | 0                     | 0                     | 11    | 0     |
| S. C. Friburgo II · Alemania      | 3.ª           | 2023-24       | 36    | 4     | ―                     | ―                     | ―                     | ―                     | 36    | 4     |
| S. C. Friburgo II · Alemania      | Total club    | Total club    | 36    | 4     | 0                     | 0                     | 0                     | 0                     | 36    | 4     |
| Total carrera                     | Total carrera | Total carrera | 354   | 100   | 7                     | 4                     | 0                     | 0                     | 361   | 104   |